# 이옥주 (희극인)
이옥주(1969년 3월 6일 ~ )는 대한민국의 희극 배우이다. 전라북도 군산시 출신으로 군산중앙여자고등학교, 개정간호전문대학을 졸업했다. 1988년에 MBC 개그콘테스트에서 대상을 수상하면서 데뷔했으며 1989년 MBC 연기대상 시상식에서 코미디 부문 여자 신인상을 수상했다.
1998년 콜로라도주 출신의 미국인 사업가인 토마스 가슬러와 결혼했으며, 이후 미국으로 이주해 뉴멕시코주에 거주 중이다.

## 출연 작품

### 방송 프로그램
- MBC 《일요일밤의 대행진》 헬로우 일지매
- MBC 《일밤》 박세민의 비디오 개그
- MBC 《청춘행진곡》
- MBC 《웃으면 복이와요》
- MBC 《아하! 복동네》
- SBS 《웃으며 삽시다》

### 영화
- 1990년 《삼토스와 댕기똘이》
- 1991년 《도시에 나타난 검객 산지니》
- 1991년 《항구에 나타난 검객 산지니》
- 1991년 《부채 도사와 홍길동》
- 1992년 《황금칼과 홍길동》

### 프로그램 진행
- KBS 2TV 《쇼! 행운을 잡아라》
- SBS 라디오 《김은우·이옥주의 792 가요클럽》
- SBS TV 《호기심 천국》
- KBS 제2라디오 《즐거운 세상》